# Geng Shuang
Geng Shuang (chinês simplificado: 耿爽, pinyin: Gěng Shuǎng; nascido em abril de 1973) é um diplomata chinês que atua como Vice-Representante Permanente da China nas Nações Unidas. Anteriormente, serviu como vice-diretor do Departamento de Informações do Ministério de Relações Exteriores da República Popular da China.

## Biografia
Geng nasceu em Pequim em abril de 1973. Obteve o título de mestre em literatura pela Universidade Tufts em 2006.
A partir de 1995, ele atuou em vários cargos no Ministério de Relações Exteriores da República Popular da China, incluindo membro da equipe, secretário, conselheiro e diretor de divisão.
Foi conselheiro da Embaixada da China nos Estados Unidos em 2011 e ocupou esse cargo até 2015.
Em 2015, retornou à Pequim e foi nomeado conselheiro da Divisão Econômica Internacional do Ministério das Relações Exteriores.
Ele foi promovido a vice-diretor do Departamento de Informações do Ministério de Relações Exteriores da República Popular da China em 2016. Em 26 de setembro, passou a ser porta-voz do Ministério das Relações Exteriores da República Popular da China.
Durante uma conferência de imprensa de rotina em 5 de junho de 2020, Geng Shuang anunciou que não mais ocuparia a posição de porta-voz para o Ministério de Relações Exteriores. Ele foi sucedido por Zhao Lijian. No dia 7 de julho, Geng apresentou suas credenciais ao Secretariado das Nações Unidas como novo Vice-Representante e Embaixador Permanente da China. 

## Vida pessoal
Geng é casado e tem uma filha.